# بيت هولمز
بيت هولمز (بالإنجليزية: Pete Holmes)‏ هو مدون صوتي وكاتب وممثل أمريكي، ولد في 30 مارس 1979 في ليكسينغتون في الولايات المتحدة.

## وصلات خارجية
- الموقع الرسمي
- بيت هولمز على موقع IMDb (الإنجليزية)
- بيت هولمز على موقع ميوزك برينز (الإنجليزية)
- بيت هولمز على موقع أول ميوزيك (الإنجليزية)
- بيت هولمز على موقع ديسكوغز (الإنجليزية)
- بيت هولمز على موقع قاعدة بيانات الفيلم (الإنجليزية)